# Wilhelm VIII. von Angelach-Angelach
Wilhelm VIII. von Angelach-Angelach († vor 1574) war ein Reichsritter im Ritterkanton Kraichgau aus dem Geschlecht der Herren von Angelach.

## Familie
Wilhelm VIII. war der Sohn von Wilhelm VII. von Angelach-Angelach († vor 1536) und der Apollonia von Uben. Er war in zweiter Ehe verheiratet mit Ursula Leiningerin von Leinburg, der Witwe des Philipp von Gemmingen († 1544/49). Vermutlich entstammt seine Tochter Anna IV. († 1577) aus der ersten Ehe mit Barbara von Fleckenstein. Ebenso vermutlich folgende Söhne: Dieter XI., Georg IV. Ludwig und Hans IV. David.

## Leben
Wilhelm VIII. erbte die Burg Streichenberg und war wegen hohen Schulden ab 1552 gezwungen ein Teil seines Besitzes zu verkaufen. So verkaufte er ab 1552 Höfe und Waldgebiete an die Herren von Gemmingen. 1556 wurde er mit Teilen des Erpfenhofes in Berwangen belehnt. Seine finanzielle Situation verschlechterte sich und deshalb war er gezwungen, weitere Güter auf der Gemarkung Gemmingen zu verkaufen. Schließlich musste er 1560 seinen Stammsitz Streichenberg verkaufen und erhielt von Philipp von Neipperg dafür 44.000 fl. (Gulden). 1562 verkaufte er seinen Anteil am Erpfenhof. Der Nachwelt und seinen Nachkommen ist er als Verschwender in Erinnerung geblieben.